# 영령 기념일
영령 기념일(英靈 紀念日) 또는 종전 기념일(Rememberance Day)은 제1차 세계 대전을 비롯한 전쟁들을 기념하기 위해 영국 연방 국가들과 프랑스·벨기에를 포함 여러 유럽 국가에서 지켜지는 현충일(顯忠日)이다. 1차 세계 대전이 끝난 1918년 11월 11일을 회상하기 위해 11월 11일에 지켜진다. 영령 기념일은 특히 전쟁 중에 죽은 군인들에게 바쳐진 것이며 에드워드 조지 허니의 제안으로 1919년 11월 7일 영국에서 조지 5세가 만들었다.

## 준수
영국, 캐나다, 남아프리카, 오스트레일리아·뉴질랜드(ANZAC: Australian and New Zealand Army Corps)에서는 휴전이 효력을 발휘한 시각인 11월 11일 11시에 2분간 묵념을 한다. 2분은 두 차례의 세계 대전을 나타낸 것으로 2차 대전 이전에는 묵념이 1분이었다.

### 영국
영국에서는 비록 11월 11일에 2분간의 묵념이 지켜지긴 하지만, 11월 둘째 주일을 영령 주일로 중요하게 지킨다. 행사들은 전역병 모임인 왕립 영국 군인회의 각 지부에서 대개 조직한 각 지역 공동체의 전쟁 기념관에서 치러진다. 전형적으로 개양귀비 화환을 올려 놓는다. 나팔수가 "Last Post"을 연주하고 2분간 묵념을 하며 "조례 나팔"로 마친다. 이 날은 교회 예배에도 1~2분간의 묵념이 들어간다. 주요 기념행사는 센트럴 런던의 화이트홀에서 행하며 여왕, 수상, 그리고 다른 주요 정치인과 군인들이 참석하여 퇴역 군인과 함께 기념비에 화환을 놓는다.

### 캐나다
11월 11일은 캐나다의 현충일(顯忠日)이다. 이날 오전 11시, 캐나다의 전국민들은 1, 2차 세계대전과 한국전쟁, 아프가니스탄 전쟁 등지에서 자유와 평화를 위해 목숨을 바친 용사들의 넋을 기린다. 1차대전이 종전되던 1918년 11월 11일 11시를 기념해 'Armistice Day'로 부르던 이날은 1919년부터 'Remembrance Day'로 이름을 바꾸고 국가 기념일의 하나로 지정됐다. 또, 매년 11월 5일부터 11일은 보훈주간(Veterans Week)으로 정해 각종 기념행사를 열고 있다. 연방 정부 공무원들은 휴무일이나, 그 이하 정부 기관이나 회사들은 주마다 다르다. 서부와 대서양쪽 캐나다에서는 공휴일이다. 온타리오주와 퀘벡주에서는 공휴일이 아니지만 연방 정부와 관련있는 기관들은 휴일로 하거나 다른 방식으로 주에서 인정하는 휴일로 만든다. 학교들은 보통 오전 수업을 하거나 그 전날에 전사자들의 기념에 대한 여러 가지 프레젠테이션을 한다.
수천 명이 오타와에 있는 국립 전쟁 기념관에 모인다. 군중에는 참전용사들이 있는데 일부는 휠체어에 있으며 전사한 해군, 육군, 공군 용사들에게 경의를 표한다. 11월 11일 11시 2분간의 묵념 뒤 방송에서 시를 낭송한다. In Flanders Flields란 이 시는 캐나다인 참전 용사인 존 맥크래(John McCrae)가 지은 시이다.
| In Flanders Fields In Flanders fields the poppies blow Between the crosses, row on row, That mark our place; and in the sky The larks, still bravely singing, fly Scarce heard amid the guns below. We are the dead. Short days ago We lived, felt dawn, saw sunset glow, Loved, and were loved, and now we lie In Flanders fields. Take up our quarrel with the foe: To you from failing hands we throw The torch; be yours to hold it high. If ye break faith with us who die We shall not sleep, though poppies grow In Flanders fields. Lt.-Col. John McCrae | 개양귀비 들판에서 플랜더즈 들판에 양귀비꽃 피었네, 줄줄이 서있는 십자가들 사이에. 그 십자가는 우리가 누운 곳 알려주기 위함. 그리고 하늘에는 종달새 힘차게 노래하며 날아오르건만 저 밑에 요란한 총소리 있어 그 노래 잘 들리지는 않네. 우리는 이제 운명을 달리한 자들. 며칠 전만 해도 살아서 새벽을 느꼈고 석양을 바라보았네. 사랑하기도 하고 받기도 하였건만 지금 우리는 플랜더즈 들판에 이렇게 누워 있다네. 원수들과 우리들의 싸움 포기하려는데 힘이 빠져가는 내 손으로 그대 향해 던지는 이 횃불 그대 붙잡고 높이 들게나. 우리와의 신의를 그대 저 버린다면 우리는 영영 잠들지 못하리, 비록 플랜더즈 들판에 양귀비꽃 자란다 하여도. 존 맥크래(1872~1918) |

### 남아프리카
남아프리카에서 이 날은 공휴일이 아니다. 기념행사는 보통 다음 주일에 행하며 호주나 영국과 마찬가지로 나팔수가 "Last Post"을 연주하고 나서 2분 동안 묵념을 한다.
남아프리카에서 있는 두 개의 가장 큰 기념 행사는 요하네스버그의 기념비(84년간 연속해서 행해졌다)와 프레토리아의 유니언 빌딩에 있는 전쟁 기념관에서 거행한다.

### 호주
오스트레일리아에서 영령 기념일은 항상 11월 11일이며 공휴일은 아니다. 행사가 전국의 교외와 도시에 있는 전쟁 기념관에서 오전 11시에 행해지며 나팔수가 "Last Post"을 연주하고 1분간의 묵념을 한다. 최근 10년에는 ANZAC(호주/뉴질랜드 연합군) 기념일(4월 25일)이 국정 전쟁 기념일로 되어서 영령 기념일이 쇠퇴했다.
퇴역 군인의 날은 같은 날 미국에서 지켜지지만 기능은 5월의 기념일에 더욱 들어맞는다. 미국과 몇몇 연합국에서 11월 11일은 이전에 휴전 기념일로 알려졌고 미국에서는 제2차 세계 대전이 끝난 다음에 새 이름이 주어졌다.
성공회와 천주교 신자들에게는 영령 기념일이 군인으로서의 삶을 버리고 평화로 가득한 수도사로 전향한 것으로 유명한 순례자 성 마틴의 축일과 우연히 겹친다. 이 때문에 성 마틴의 그림과 동상이 종종 종교적인 맥락으로 해서 영령 기념일의 상징으로 사용된다. (예를 들면 몬트리얼의 성공회 대성당)

### 독일
독일에서 휴전 또는 영령 기념일은 없다. 독일에서 제1차 세계 대전의 공공 기념은 희귀하다. 더욱 11월 11일은 이러한 휴일로 적절치 않으며, 전통적인 독일 사육제의 시작이었다. 하지만 폭스트라워탁은 기념된다. 원래 부활절 전의 다섯 번째 주일이었는데 1952년부터 강림절이 시작하기 전의 두 주일을 기념하기 시작했다. 주요 독일 교회들은 나름대로 죽은 자를 기념하는 축제(RC 교회의 경우에는 모든 성자의 날, 루터 교회에서는 에빅카이트손탁 또는 "영원 주일". 두 가지 축제 모두 11월에 있다)를 갖고 있기 때문에 교회에서도 한 번도 기념된 적이 없다.

### 폴란드
폴란드에서 11월 11일은 독립 기념일로 축하된다. 1918년 11월 11일 폴란드는 러시아, 프로이센 그리고 오스트리아에 123년 동안 나뉘었다가 다시 독립을 얻었다.
이주한 영국인들의 작은 공동체나 영연방의 공동체들이 있는 전 세계의 많은 지역에서 묵념을 행하며 점심으로 카레를 먹는 것이 전통이다.

## 개양귀비
영령 기념일에 사람들은 개양귀비 조화를 달고 다니거나 무덤에 바친다. 종전을 기념하기 위해 개양귀비를 쓰는 일은 Madame Guerin이라는 여자가 처음으로 했는데, 이것이 플랑드르의 참혹했던 전쟁터에 흐드러지게 핀 개양귀비를 그린 존 맥크래(John McCrae)의 시 〈개양귀비 들판에서〉(In Flanders Fields)에서 비롯하였다는 이야기가 있다.
전통적으로 개양귀비 조화는 무료로 주어지지만 대부분 그 대가로 기부를 약간씩 한다. 캐나다에서는 1불이 일반적이다.
몇몇 사람들은 군사 행위를 평화롭게 대체하자는 욕구를 강조한 흰 개양귀비를 입기도 한다. 국제 제국주의를 반대하는 사람들이라는 단체는 검은 개양귀비를 만들어서 입는다.
영국, 오스트레일리아, 뉴질랜드에서 개양귀비는 평평한 얼 헤이그 변종이며, 캐나다에서 개양귀비는 꽃잎이 둥글게 말린 것이다.
스리랑카에서 내전 중에 영령 기념일에 수리야-말 운동에 의해서 노란 수리야 꽃을 경쟁적으로 판매했는데 스리랑카 전역 군인을 위해 개양귀비 판매 수익금이 사용되지 않았고 영국으로 보내졌다. 그러나 요즘에는 개양귀비 판매가 본 지역의 전역 군인을 위해 쓰인다.

## 같이 보기
- 영웅의 날
- 승리의 날